# Marlenheim

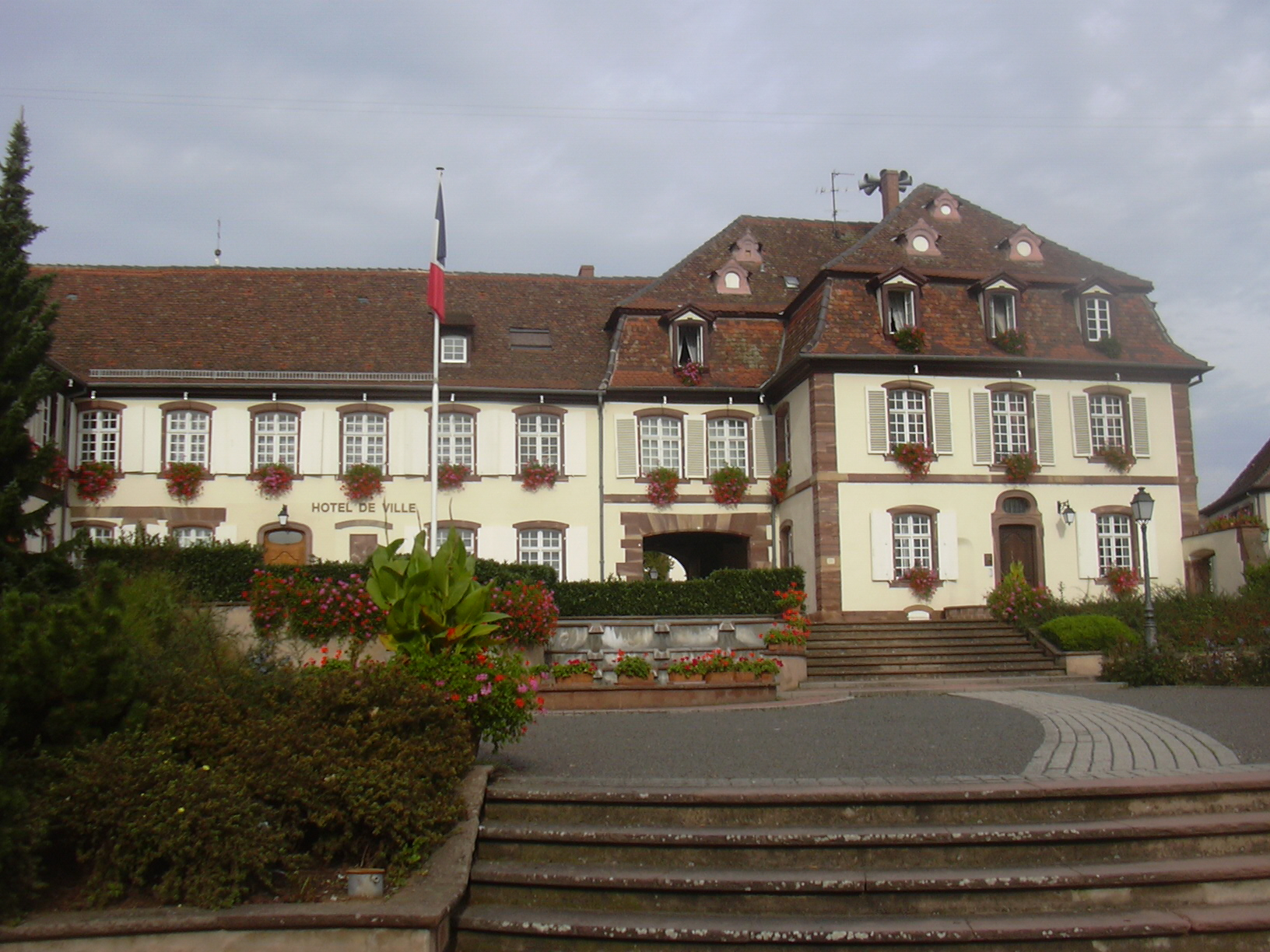
Rathaus (hôtel de ville), ehemaliges Schloss Marlenheim

Marlenheim ist eine französische Gemeinde mit 4211 Einwohnern (Stand 1. Januar 2021) im Département Bas-Rhin in der Europäischen Gebietskörperschaft Elsass und in der Region Grand Est. Marlenheim ist der nördlichste Ort der 170 Kilometer langen Elsässer Weinstraße und wird daher seit 1994 offiziell Porte de la Route des Vins d’Alsace („Tor zur Elsässer Weinstraße“) genannt. Die Gemeinde ist Mitglied des Gemeindeverbands Communauté de communes de la Mossig et du Vignoble.

## Geographie
Marlenheim liegt im Unterelsass, 15 Kilometer westlich von Straßburg in der Oberrheinebene. Nördlich schließt sich der Kochersberg an, nach Süden setzt sich der zwei bis drei Kilometer breite Streifen des Weinbaugebietes Elsass zwischen den Vogesen im Westen und der Rheinebene im Osten fort. Marlenheim wird von der Mossig tangiert.

## Geschichte
Bodenfunden zufolge – Feuersteine und Keramik – war die Gegend um Marlenheim schon in der Hallstattzeit besiedelt. Auch aus römischer Zeit wurden Keramik und Sarkophage gefunden.
Als mutmaßlich merowingische Gründung Marilegium erscheint Marlenheim in einem Bericht Gregor von Tours, der schreibt, dass der König Childebert II. hier residierte und 589 hier Weinberge besaß (HF09,038). Dies ist auch das älteste bekannte schriftliche Zeugnis über den elsässischen Wein. Im 7. Jahrhundert schenkt Dagobert I. diese Weinberge (gemeint kann nur die heutige Lage ‚Steinklotz‘ sein) dem von Florentius von Straßburg gestifteten Kloster von Niederhaslach. 742 bekommt das Kloster Weißenburg hier erstmals Besitz (Trad.Wiz.052). Theoderich II. empfing hier einen Teil seiner Erziehung, Chlothar II. wohnte mit Berthrudris hier 613, und der fränkische König Lothar II. lebte hier eine Zeit lang mit Waldrada. Die alte Besitzung wurde später zu einem adligen Rittersitz, das Schloss stand bis ins 15. Jahrhundert. Im Jahr 767 wurde der Ort als  Kirchheim cum suburbiis Marley erwähnt, und 724 kam eine  Straße namens Marleiensis strada vor.
Zur Zeit der westfränkischen Karolinger muss hier ein Königshof gestanden haben, denn zweimal halten sich die Herrscher hier auf, um Urkunden auszustellen: 833 weilen Kaiser Ludwig der Fromme und dessen Sohn Lothar hier in Marlegium (Regesta Imperii I,925e), und 866 bestätigt der Sohn, nun Kaiser Lothar I., in Marlegia dem Kloster Granfelden umfangreichen Besitz (Reg.Imp.I,1310). Schließlich verschenkt Karl III. (der Dicke) 886 zwei Mansen im Dorf, die nach dem Tod des Beschenkten an das Kloster Andlau fallen sollen (Reg.Imp.I,1717). So kann das Kloster Andlau im 10. Jahrhundert hier als Landbesitzer auftreten. Nach der Herrschaft der Karolinger teilt Marlenheim die Geschichte des Elsass.
Als Marley oder Marle war das Dorf früher Hauptort der Herrschaft Marley im Heiligen Römischen Reich gewesen, die später als Herrschaft Marlenheim bezeichnet wurde. Nach wechselnden Besitzverhältnissen im Mittelalter  – 1444 ist eine Zerstörung durch die Armagnacs dokumentiert – wurde Marlenheim ein Außenposten der Freien Stadt Straßburg durch den Vertrag von Haguenau im Jahr 1604. Im Dreißigjährigen Krieg hielt die Gemeinde am Katholizismus fest. Es kursiert die Geschichte, dass die lokale Bevölkerung die durchziehende Kompanie schwedischer Truppen zuerst mit Wein betrunken machte und danach ermordete. Im Französisch-Niederländischen Krieg bezog Henri de La Tour d’Auvergne, vicomte de Turenne 1674 in Marlenheim Quartier, nachdem er bei Philippsburg den Rhein überschritten und die Pfalz erobert hatte. 
Der als ‚Reunionspolitik‘ vorgegaukelten Landgier der französischen Krone zuarbeitend, beschlossen die Reunionskammern von Breisach und Metz im Jahr 1680 die Angliederung von ganz Unter- und Oberelsass an das Königreich Frankreich; im Jahr 1681 wurde die Ortschaft vom Königreich Frankreich annektiert.
Durch den Frankfurter Frieden vom 10. Mai 1871 kam das Gebiet an das deutsche Reichsland Elsaß-Lothringen, und das Dorf wurde dem Kreis Molsheim im Bezirk Unterelsass zugeordnet. 
Nach dem Ersten Weltkrieg musste die Region aufgrund der Bestimmungen des Versailler Vertrags 1919 an Frankreich abgetreten werden. Im Zweiten Weltkrieg war das Gebiet von der deutschen Wehrmacht besetzt, und der Ort stand bis 1944 unter deutscher Verwaltung.
Zu Beginn des industriellen Zeitalters im Nordelsass war 1864 der Bau einer Eisenbahnlinie von Molsheim nach Saverne (Zabern) erfolgt. Zwischen 1908 und 1953 führte eine Überlandstrecke der Straßenbahn Straßburg über Marlenheim nach Westhoffen (Westhofen).
Der Ausbau Marlenheims als Touristenort begann nach dem Zweiten Weltkrieg, insbesondere mit der Einrichtung der Elsässer Weinstraße im Jahr 1953.
Marlenheim war Verwaltungssitz und Mitglied des 1994 gegründeten Gemeindeverbandes Communauté de communes de la Porte du Vignoble, der 2017 in der Communauté de communes de la Mossig et du Vignoble aufging.

### Bevölkerungsentwicklung
| Jahr                       | 1962 | 1968 | 1975 | 1982 | 1990 | 1999 | 2006 | 2013 | 2020 |
| Einwohner                  | 1512 | 1823 | 2287 | 2822 | 2956 | 3365 | 3477 | 4005 | 4230 |
| Quellen: Cassini und INSEE |      |      |      |      |      |      |      |      |      |

## Wirtschaft und Soziales
Marlenheim lebt von der Landwirtschaft, vom Weinbau und vom Tourismus.
Die dörfliche Struktur ist von Einzelhandelsgeschäften und Dienstleistungsbetrieben, Cafés, Restaurants und Weinstuben geprägt.
An der Peripherie der Gemeinde gibt es drei Areale für kommerzielle Betriebe, insbesondere für Büromöbel und Innenausstattung, sowie Einkaufscenter mit 1000 Beschäftigten.
Soziokulturell bildet Marlenheim einen Interessenverbund (Communauté de communes de la Porte du Vignoble) mit den sechs umliegenden Gemeinden Dahlenheim, Kirchheim, Nordheim, Odratzheim, Scharrachbergheim-Irmstett und Wangen in der Kinder- und Jugendarbeit und für kulturelle Veranstaltungen.

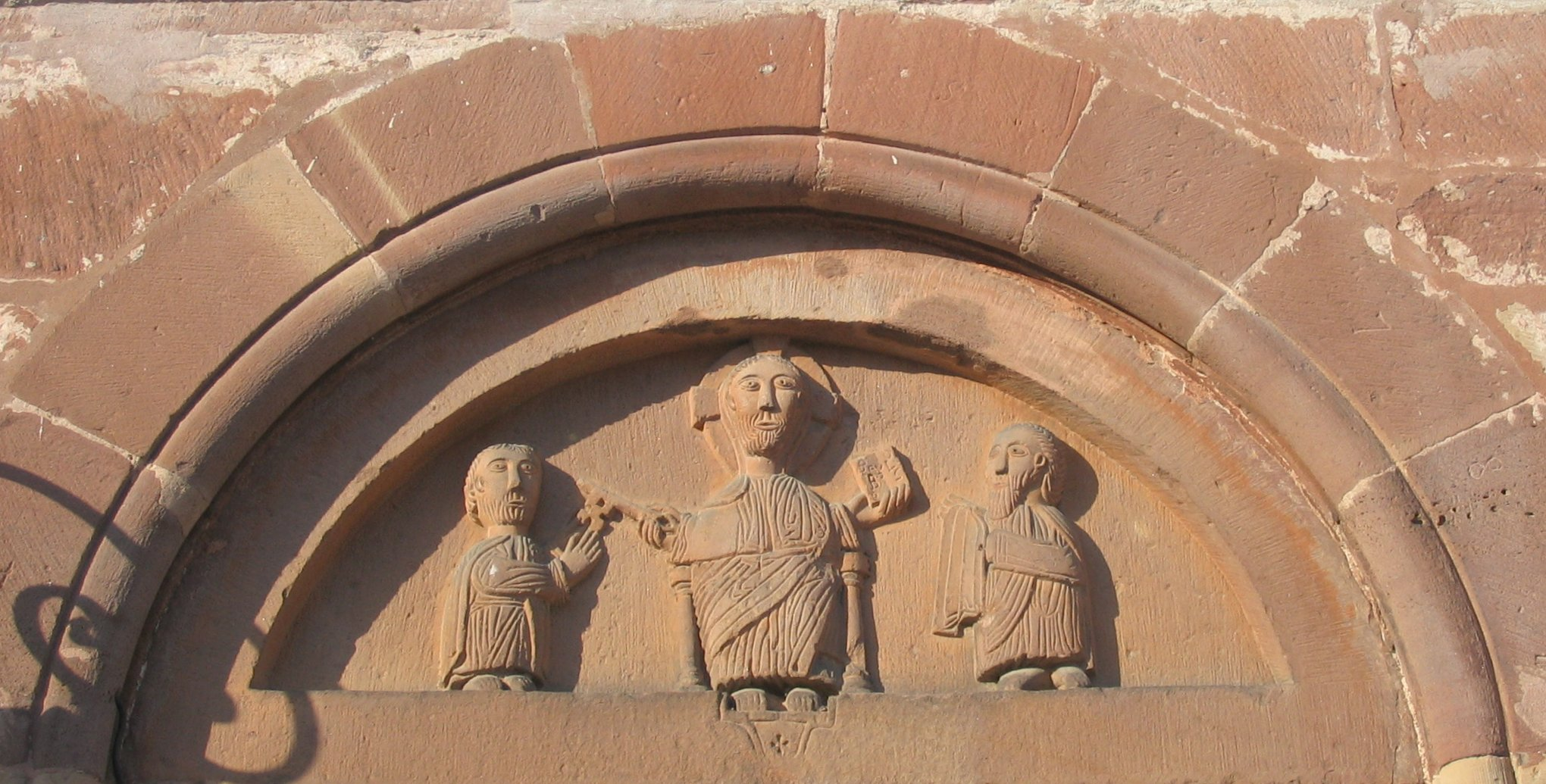
Romanisches Tympanon an der Kirche

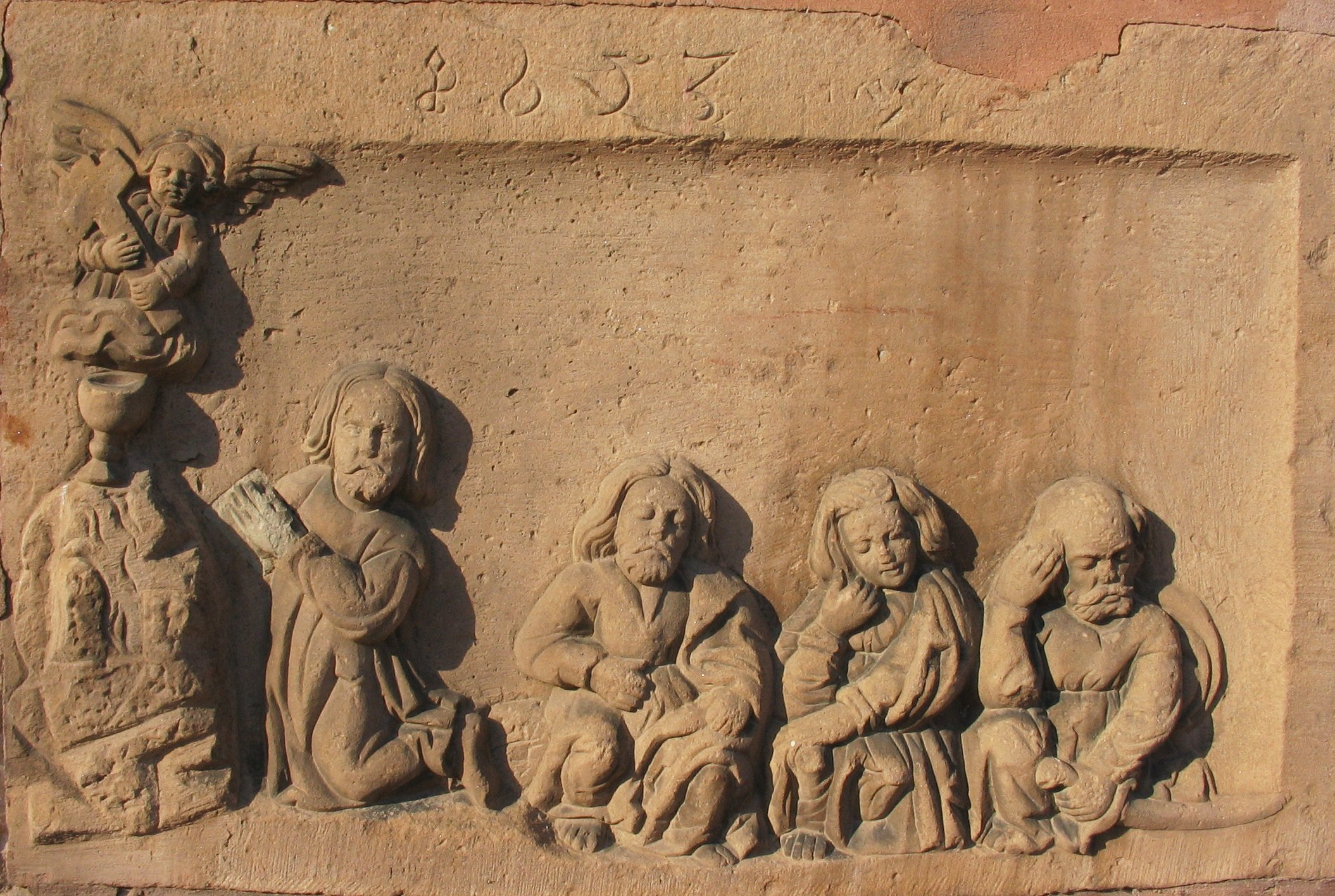
Barockes Basrelief an der Kirche

## Sehenswürdigkeiten
Die Hauptstraße (Rue du Général de Gaulle) und ihre verkehrsberuhigten Nebengassen werden durch Fachwerkhäuser aus der Renaissance, teilweise mit Treppentürmchen und Erker, geprägt.
- Die der Lokalheiligen Richardis geweihte Kirche von 1716 hat noch ein romanisches Portal.
- Das Schloss (heute hôtel de ville) im neoklassizistischen Stil stammt aus dem 19. Jahrhundert.
- Am Marktplatz steht das Kaufhaus aus dem 18. Jahrhundert.
- Die mittelalterliche Poststation in Fachwerk mit Innenhof ist seit 1930 ein Hotel und Gourmet-Restaurant.
- Einige Wassermühlen gibt es außerhalb des Ortes an der Mossig.

## Weinbau
Marlenheim verfügt über die nördlichsten Weinberge der Elsässer Weinstraße. Von den 132 Hektar Rebfläche der Einzellage Steinklotz sind 40,6 Hektar als Grand Cru ausgewiesen. Die sonnige Südlage dieses Hangs ermöglicht auch die Produktion von Vendanges Tardives, die – ungeachtet der wörtlichen Übersetzung – keine Spätlesen sind, sondern Weine mit einem Mindestmostgewicht denotieren, das einer deutschen Prädikatsstufe etwa zwischen Auslese und Beerenauslese entspricht.
Die wichtigste Rebsorte, die hier seit dem Mittelalter angebaut wird, ist der Pinot Noir (26 Prozent der Fläche), die häufigsten weißen Traubensorten sind Riesling (18 Prozent), Gewürztraminer (12 Prozent), und Pinot Gris (7 Prozent), Sylvaner, Pinot Blanc, Muscat und Auxerrois.
Ein eineinhalbstündiger Weinlehrpfad (Sentier Viticole Marlenheim) durch einen beispielhaften Rebhang erklärt die Sorten und Anbaumethoden. Eingebunden in den abgesehen von der Lesezeit ganzjährig begehbaren Pfad ist ein Kreuzweg mit Kapelle (18. Jahrhundert).
Das älteste und größte Weingut Marlenheims (seit 1577, vertreten mit 23 Hektar Rebfläche, öffentlichen Kellereibesichtigungen und internationalem Vertrieb) ist Mosbach.
Ferner gibt es etwa 30 kleinere Weingüter in der Communauté. Das 1901 gegründete Wein- und Sekt-Handelshaus Arthur Metz hat ebenfalls seinen Sitz in Marlenheim.

## Kulturelle Veranstaltungen
- Kirchweih am 18. März
- Theater „Salon de l’Alsatique – Forum des Littératures Régionales“, auch auf Elsässerdeutsch, im Juli in den ungeraden Jahren, auch verbunden mit Kunstausstellungen
- Symbolische Hochzeit des Ami Fritz am 15. August (Figur aus einem Roman von Erckmann-Chatrian)
- Wallfahrt am 23. September
- Winzerfest am 3. Sonntag im Oktober

## Gemeindepartnerschaften
Marlenheim ist verschwistert mit Rust in Baden-Württemberg, auf der deutschen Seite des Rheins ebenfalls in der Oberrheinebene gelegen und etwa 70 Kilometer entfernt. Es besteht außerdem eine Partnerschaft mit der im französischen Überseedépartement Guadeloupe gelegenen Gemeinde Bouillante.